# ꙮ
多眼のО（たがんのオー）ことꙮは、キリル文字のОの特殊な異体字である。この字形は15世紀に制作された単一の写本に現れるもので、古代教会スラヴ語による"серафими мн҄оꙮ҄читїи҄"（serafimi mnogoočitii、「たくさんの眼を持つ熾天使」）という句に用いられる。同書は1429年ごろに執筆されたソルター（詩篇）の写しであり、至聖三者聖セルギイ大修道院の蔵書である。この文字の存在はイェフィム・カルスキーにより記録された。2007年にはそれを典拠とするUnicodeへの登録申請が行われ、翌年のUnicode 5.1.0においてU+A66Eの符号位置を割り当てられた。Unicode 15.0において登録字形が7眼のものから10眼のものに改められた。

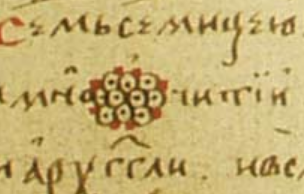
ꙮの唯一の用例（1429年ごろ）

## 符号位置
| 記号 | Unicode | JIS X 0213 | 文字参照          | 名称          |
| ---- | ------- | ---------- | ----------------- | ------------- |
| ꙮ    | U+A66E  | -          | &#xA66E; &#42606; | Multiocular O |

## パソコンでの打ち方
「A66E」と入力してから[alt]と[X]キーを同時に押す。